# Luciano Ristori
Luciano Ristori (* 13. Dezember 1948 in Prato) ist ein italienischer experimenteller Teilchenphysiker. Er ist bekannt als Pionier der Silizium Vertex-Detektoren (Silicon Vertex Detectors, SVX, später SVT) mit Aldo Menzione.
Ristori studierte ab 1967 an der Scuola Normale Superiore in Pisa mit der Promotion 1971. Seine Dissertation war über die Messung des Gesamtwirkungsquerschnitts Proton-Proton-Streuung am ISR des CERN. Ab 1973 war er in der NA1-Kollaboration am SPS des CERN, die die erste Messung der Lebensdauer von Mesonen mit Charm-Quarks mit von ihnen entwickelten Silizium-Vertex-Detektoren (Aktives Silizium-Target) durchführten.
1977 wurde er ständiges Mitglied des Istituto Nazionale di Fisica Nucleare (INFN) und 1991 Professor an der Scuola Normale Superiore in Pisa. Ab 1998 war er Forschungsdirektor des INFN in Pisa.
1990 entwickelte er mit Menzione den SVT-Detektor beim CDF-Detektor im Fermilab, einer Weiterentwicklung des dortigen SVX-Detektors. Er wurde 2001 in Betrieb genommen und erlaubte genaue Messung von Eigenschaften von hadronischen Zerfällen von Teilchen mit schweren Quarks, zum Beispiel den Eigenschaften des Top-Quarks und Oszillationsfrequenzen von B-Mesonen. 2003 bis 2005 war er Ko-Sprecher der CDF-Kollaboration und ab 2005 Leiter des italienischen Kontingents im CDF.
2009 erhielt er den Panofsky-Preis mit Aldo Menzione.